# Ambra (resina)

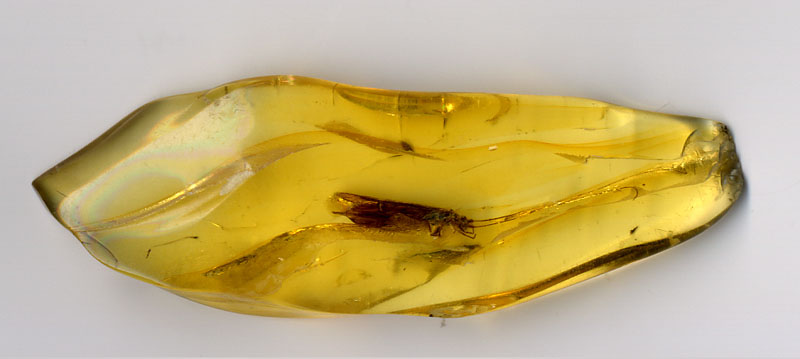
Ambra contenente un insetto

Ambra, in senso lato, è il nome con cui si indicano circa ottanta resine fossili; comunemente indica, in senso più stretto, solo una di esse: l'ambra gialla, il cui colore, simile a quello del miele, varia dal giallo chiaro all'arancione e tende verso il rosso o verso il bruno; tipicamente è traslucida, ma può essere anche trasparente o opaca, in base all'ambiente di formazione della resina.
Mineralogicamente, l'ambra gialla è detta succinite, perché caratterizzata dalla presenza di un acido organico, l'acido succinico. L'ambra ha la peculiarità di elettrizzarsi in seguito a strofinio, e appunto dal nome greco antico dell'ambra, ἤλεκτρον (ēlektron), è derivato quello di elettricità..
Le sue varietà vengono identificate secondo la provenienza geografica. In mineralogia e in gemmologia l’ambra viene considerata una sostanza amorfa appartenente alla classe mineralogica dei composti organici.
Storicamente, molti popoli apprezzavano l'ambra, perché è dotata di caratteristiche che ricordano il Sole: colore, luminosità, energia. Gli antichi popoli italiani si rifornivano di questo prezioso materiale attraverso la via dell'ambra, che partiva dal mar Baltico.
A parte il nome, non ha niente a che vedere con l'ambra grigia, secrezione dell'intestino dei capodogli, largamente utilizzata in profumeria.

## Sinonimi
Succinite, xiloretinite (se con formula C10H17O.).

## Origine dell'ambra
L'ambra è la resina emessa dalle conifere che successivamente con il tempo si fossilizza e in alcuni casi si solidifica conservando resti vegetali, fungini o animali tra cui artropodi e, molto più raramente, vertebrati. Il Pinus succinifera è l'albero, estinto, da cui è derivata la resina che, fossilizzandosi, si è trasformata in ambra.
Essa è traslucida, di un colore che può variare dal giallo al rossiccio al bruno fino ad arrivare al verde e al blu dell'ambra dominicana e dell'isola di Giava. Esiste anche una varietà di ambra di un colore molto chiaro che si avvicina al bianco. La lucentezza dell'ambra viene opacizzata da bolle, venature, parti raccolte, ma può tuttavia ritrovare maggiore lucidità se lavorata e trattata con il calore.
Può contenere insetti che rimasero imprigionati al momento della sua formazione. Attualmente si raccoglie comunemente in Polonia, Lituania, Lettonia, Russia, Danimarca, Germania e Svezia. La sua lavorazione è molto diffusa nei paesi che si affacciano al mar Baltico quali: Polonia, Lituania, Lettonia, Germania e Svezia. L'ambra viene impiegata nella produzione di impugnature di bastoni, collane, orecchini, braccialetti, anelli, bocchini per sigarette e cannelli di pipe.
L'ambra è stata ritrovata anche in sedimenti di età carbonifera, periodo geologico antecedente alla comparsa delle angiosperme. Questa ambra presenta caratteristiche chimiche simili alle ambre più recenti, indicando che i meccanismi biologici in grado di produrre queste resine erano già presenti antecedentemente all'evoluzione delle angiosperme.

## Etimologia
L'etimologia del termine è incerta, tuttavia il nome deriva molto probabilmente dall'arabo àmbar, con cui è indicata l'ambra grigia (si noti, inoltre, che in lingua turca il medesimo termine significa splendore, luccichio).

## Storia

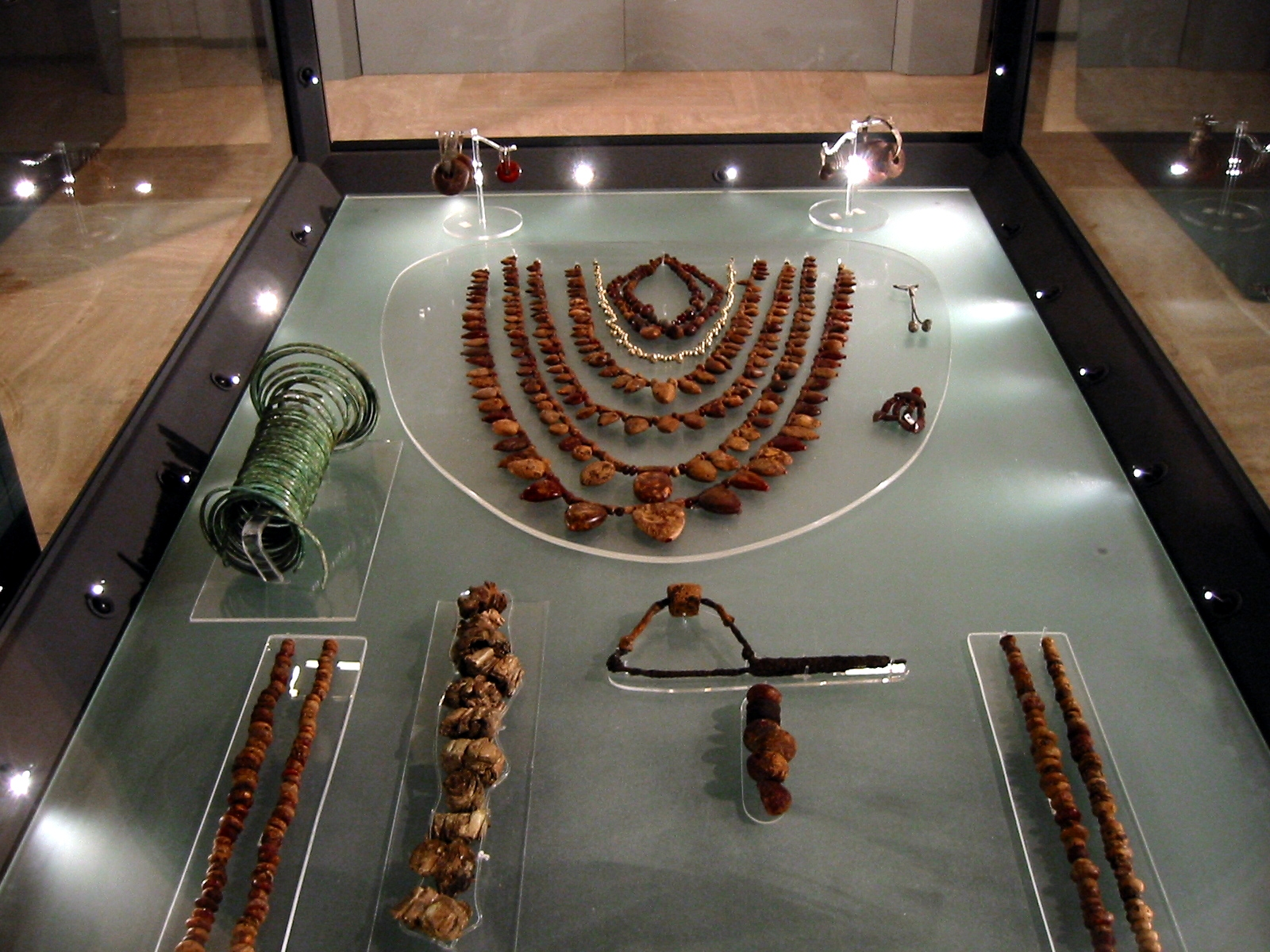
Gioielli in ambra (Museo archeologico nazionale della Siritide, Policoro - MT)

Leone e leonessa in ambra, di produzione picena (Museo archeologico nazionale delle Marche, Ancona)

### Nella mitologia
Secondo la mitologia, quando Fetonte figlio di Apollo morì sulle rive dell'Eridano, le sue sorelle, le Eliadi, disperate, furono trasformate in pioppi da Zeus, e le loro lacrime divennero una resina: era nata l'ambra.
Secondo antiche leggende vichinghe, invece, l'ambra sarebbe derivata dalle lacrime degli uccelli marini.

### Nascita del commercio dell'ambra
Partiva dalla Sicilia il più antico commercio di simetite, un tipo di ambra. Il commercio dell'ambra siciliana era diretto in Grecia, Nord Africa e Spagna.
Ambra siciliana fu scoperta anche a Micene, dall'archeologo Heinrich Schliemann. Questa ambra comparve anche in siti del sud di Spagna e Portogallo e la sua distribuzione è simile a quella dell'avorio, per cui è possibile che l'ambra della Sicilia raggiungesse la penisola iberica attraverso contatti con l'Africa del Nord. 
Nell'Età del bronzo si verificò un declino nel consumo e commercio dell'ambra siciliana.

### La via dell'ambra e l'Italia
All'inizio dell'Età del bronzo, intorno al 2000 a.C., l'ambra baltica prese gradualmente il posto di quella siciliana e quindi si formò un complesso sistema di vie commerciali, e in particolar modo la cosiddetta via dell'ambra, attraverso le quali l'ambra, preziosa resina fossile, veniva trasportata dai suoi luoghi d'origine, il Mar Baltico e il Mare del Nord, verso il Mar Mediterraneo, in particolare verso l'Italia adriatica, dal delta del Po al Piceno.
Durante l'Età del ferro, un importante centro di lavorazione dell'ambra era il Piceno, durante la fase IV (VI secolo a.C. - VI sec. a.C.), tanto che i Piceni sono stati chiamati "popolo dell'ambra"; sorse sul loro territorio un fiorente artigianato dell'ambra, basata sull'importazione dal Baltico, che produceva migliaia di oggetti di ornamento, più che in qualsiasi altra regione d'Italia e d'Oriente. Oltre che nel Baltico, l'ambra si rinveniva anche nel sud Italia e in Sicilia e si sono ritrovati reperti in ambra in Lucania, Sicilia, Sardegna ed Etruria. Questi reperti di eccezionale valore storico artistico sono conservati in diversi musei come al Museo archeologico nazionale della Siritide di Policoro.

### L'ambra in Egitto, Grecia, Germania, India
La Grecia e l'Egitto erano i maggiori importatori e produttori di oggetti preziosi in ambra.
A testimonianza dell'antichità di questo commercio, il faraone egizio Tutankhamon ebbe gioielli d'ambra nel suo corredo funebre, e oggetti di questo materiale venivano offerti nel tempio di Apollo a Delfi, in Grecia. I Germani, che ne attingevano in gran misura, avevano la concezione dell'ambra come materia bruciabile (lett. di "fuoco spento"), sensibile al fuoco ma non ardente. L'ambra era anche molto conosciuta in India dove veniva importata dalla Birmania.

### L'ambra presso i Romani
In epoca romana (i Romani vi ricavavano principalmente prodotti di toilette, impugnature, profumazioni), il percorso principale dell'ambra partiva dalla costa di quella che sarebbe diventata la Prussia, attraversava la regione dei Boii (la Boemia) per raggiungere infine l'alto Adriatico ad Aquileia nella Venetia. La via continuava inoltre attraverso il Mar Nero (attuale Moldavia) per unirsi alla Via della Seta verso l'Asia.

### L'ambra nel Medioevo
Successivamente il commercio dell'ambra prosperò lungo le vie fluviali che collegavano il Baltico al Mar Nero – la cosiddetta Via variago-greca – e fu uno dei principali motori dello sviluppo della civiltà dei Variaghi, che diede origine ai primi principati russi.
In tempi più recenti, punti di partenza della via dell'Ambra furono anche le città prussiane di Kaup e Truso, e ancora oggi l'exclave russa di Kaliningrad è chiamata Янтарный край (traslitterato Jantarnyj kraj), che significa zona dell'Ambra. Monili in ambra sono stati trovati anche in Grecia, dove veniva chiamata élektron.

### Età contemporanea

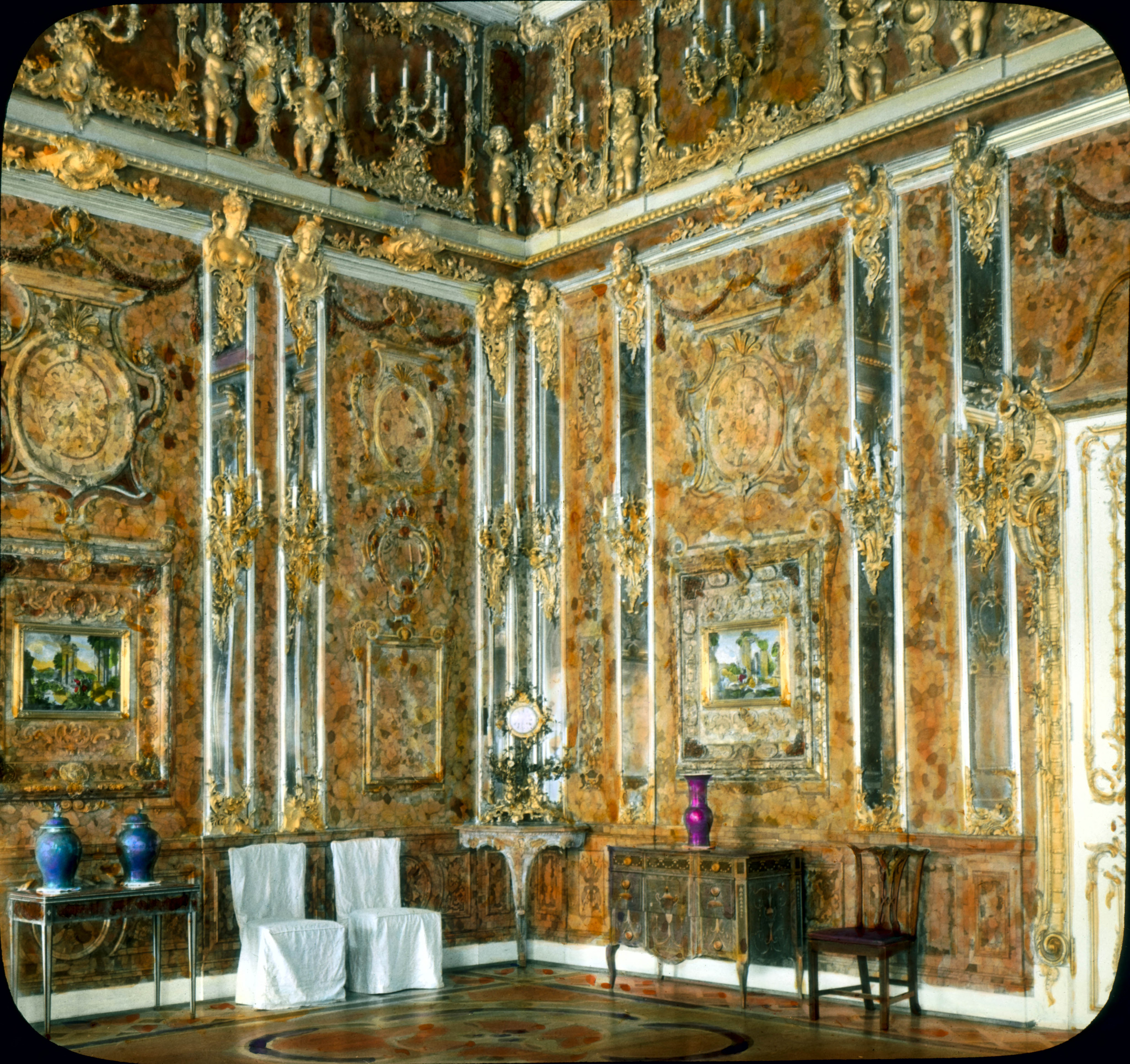
La Camera d'ambra nelle sue condizioni originarie

Ancor oggi l'ambra continua ad essere un materiale molto ricercato. La Camera d'ambra  è una stanza che costituisce la maggiore attrattiva del palazzo di Caterina a Carskoe Selo. È una stanza di circa 55 metri quadrati le cui pareti sono completamente rivestite da pannelli decorati con ben sei tonnellate d'ambra, oltre a foglie d'oro e specchi.

## Proprietà chimico-fisiche
L'ambra presenta la proprietà di elettrizzarsi per strofinio. In effetti l'elettricità ha preso il nome dal termine greco che indica questo materiale (Hλεκτρον, Élektron).
L'ambra è anche molto leggera: con una densità di circa 1,1 g/cm³, galleggia sull’acqua salata e ciò questo ne facilita la raccolta lungo le coste baltiche.
L'indurimento della resina e la sua trasformazione in ambra (amberizzazione) è un particolare processo di fossilizzazione che permette di studiare nel dettaglio le caratteristiche anatomiche degli organismi preservati. Le fossilizzazioni in ambra hanno permesso agli studiosi di conoscere le caratteristiche di insetti ed altri piccoli animali vissuti nel passato geologico, fornendo dati importantissimi per la comprensione dell'evoluzione biologica.
La maggiore importanza scientifica dell'ambra è dovuta ai suoi inclusi: le goccioline di resina, cadendo su insetti e altri piccoli animali, potevano inglobarli completamente, conservandoli intatti per milioni di anni.
Tramite l'imprigionamento e la conservazione di piccole specie animali all'interno dell'ambra, è stato possibile rinvenire e studiare organismi presumibilmente estinti da milioni di anni e reperire informazioni sul passato.
Il ritrovamento della specie animale di Ape più antica a noi nota come "Trigona Prisca" è avvenuta infatti all'interno di un'ambra Cretacea del New Jersey, risalente presumibilmente a 65-80 milioni di anni fa.
Il fungo Archaeo marasmius, del quale si pensa essere anch'esso il più antico, deve il suo ritrovamento grazie alla conservazione all'interno di un'ambra che lo ha custodito per milioni di anni.
Molti dei sedimenti di ambra Cretacea si trovavano anticamente nel Medio Oriente e a Nord della Russia.
- Formula empirica=C12H20O[1]
- Composizione chimica:[1]
  - Idrogeno 11,18%
  - Carbonio 79,94%
  - Ossigeno 8,87%
  - Acqua 99,92% sul totale degli ossidi

È insolubile negli acidi inorganici.
Dà un caratteristico odore aromatico se bruciata, mentre le imitazioni in plastica no. Se riscaldata a 350 °C emana un caratteristico odore di acido succinico penetrante. L'acido succinico è presente nell'ambra in proporzioni variabili dal 2 all'8%, il che la contraddistingue da altre resine simili.
La fluorescenza è bianca ed azzurra.
- Peso molecolare = 180,29 u[1]
- Densità: 1,22 g/cm³[1]
- l'ambra non è radioattiva.[1]

## Origine e giacitura
L'ambra si rinviene in rocce sedimentarie quasi sempre sotto forma di noduli.
Per le sue particolarità mineralogiche, essa tende a conservarsi solo in luoghi caratteristicamente umidi, argillosi o sabbiosi. Piccolissime parti frammentarie vengono trascinate dall'acqua.
Anticamente la resina era pescata con reti da pescatore: il moto ondoso la staccava dalle rocce madri.

## Ambra baltica

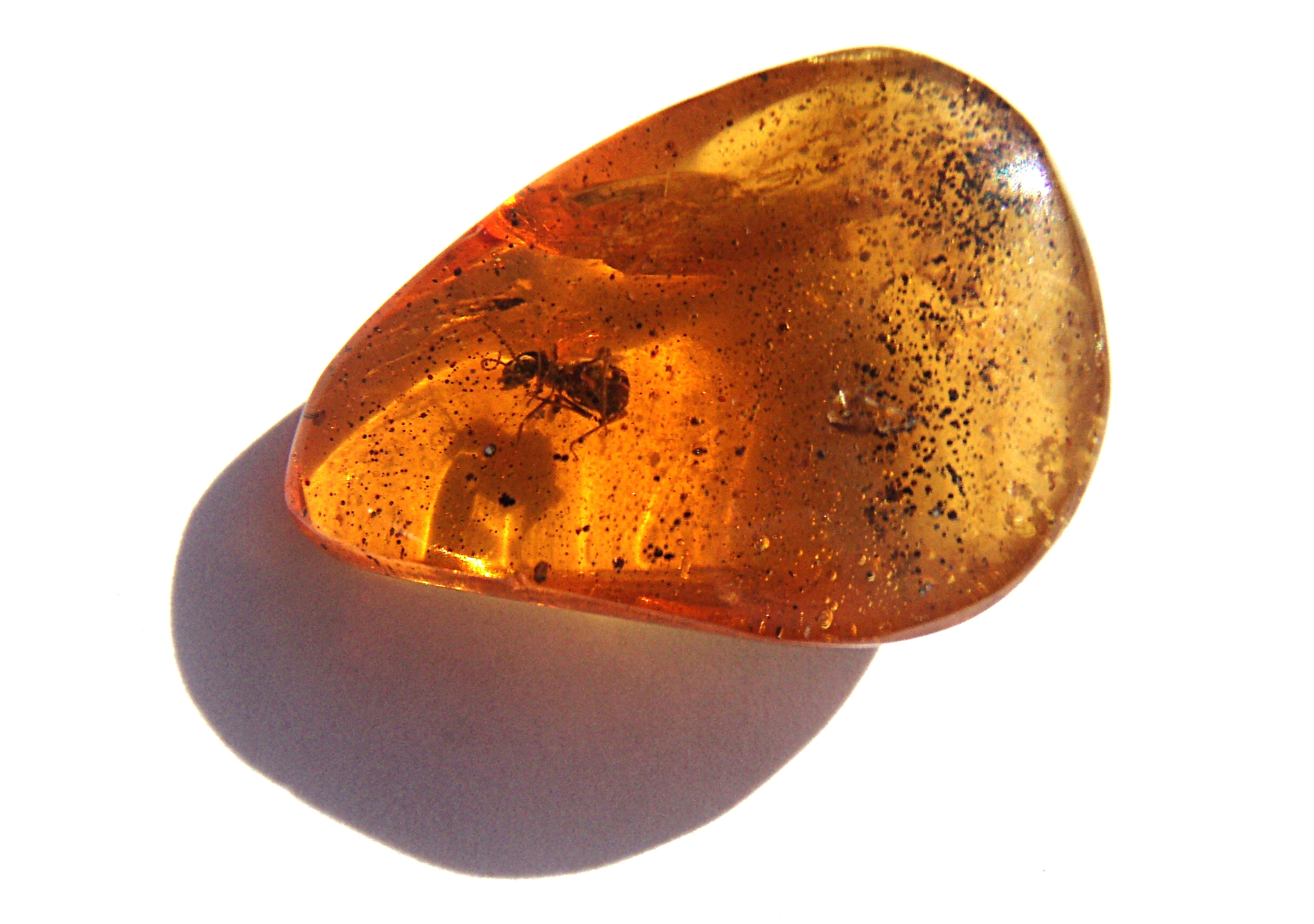
Ambra fossile con inglobata una formica

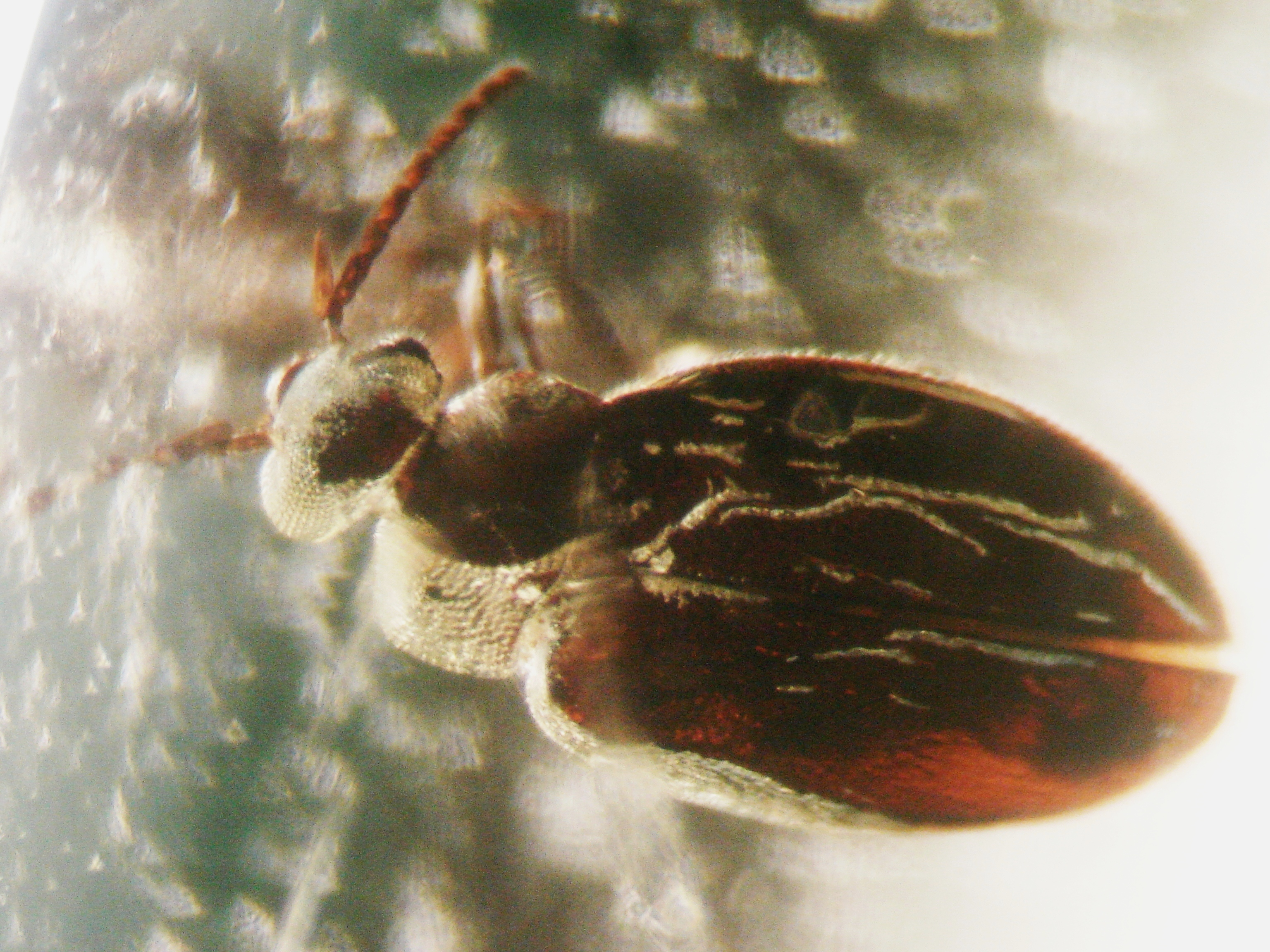
Ambra fossile

La Via dell'ambra, un tempo detta anche "via Imperiale", è un percorso di circa 400 km che attraversa i Paesi Baltici e la Russia, tradizionali produttori di ambra fossile. L'ambra baltica è caratterizzata dal contenere una grande quantità di acido succinico, da cui deriva il nome mineralogico di "succinite".
Per succinite non si intende solo l'ambra ritrovata presso le coste del Mar Baltico, in Europa settentrionale. Anche se i depositi maggiori si trovano in quell'area, l'ambra nel corso del tempo è stata erosa da sedimenti marini, trasportata all'interno dalle tempeste e portata da corsi d'acqua e ghiacciai a depositi secondari che si trovano nella maggior parte dell'Europa dell'est e del nord, risalenti al tardo Eocene.
I depositi di ambra baltica sono i più estesi e vasti del mondo ed anche i più studiati sin dal XIX secolo. L'ambra baltica sembra essere al 90% proveniente da una singola fonte botanica, ma quale essa sia non è ancora chiaro, dato che l'evidenza proveniente dagli studi di paleobotanica e quella proveniente dagli studi di chimica sono discordanti.
In passato la fonte suggerita da Goeppert (1836) era la resina di Pinites succinifer, dall'analisi di legno ritrovato associato alla resina. Il suffisso -ites fu usato dall'autore per suggerire affinità, ma non identità, con specie viventi di Pinus, ma altri autori usarono il termine Pinus succinifera, generando confusione e l'idea errata che l'ambra avesse delle relazioni di tipo chimico con la resina dei Pinus viventi. Più di recente le ipotesi si sono concentrate su due possibili origini: 
1. da una specie delle Araucariaceae strettamente imparentata alle specie del genere moderno Agathis, tipico della flora del sud est asiatico,
2. da una specie delle Pinales strettamente imparentata alle specie del genere moderno Pseudolarix. Questo genere comprende attualmente una sola specie diffusa in una piccola zona della Cina Orientale. Tuttavia è l'unica conifera vivente con una percentuale di acido succinico analogo a quello riscontrato nell'ambra baltica.

## Ambra dominicana
L'ambra estratta nella Repubblica Dominicana deriva invece dalla resina di Hymenaea protera, una leguminosa  vissuta durante il Miocene, scoperta e descritta dal professor Poinar.
L'età stimata varia dai 25 ai 40 milioni di anni. Per la sua diversa origine non contiene acido succinico e viene denominata "retinite".

## Ambra del Chiapas
Nota anche come ambra messicana in quanto rappresenta il 90% dell'ambra estratta dai depositi del Messico, era nota già dalla civiltà Maya. L'età stimata è dell'ordine dei 24-30 milioni di anni e risale perciò ad un periodo compreso fra la fine dell'Oligocene e l'inizio del Miocene. Come l'ambra dominicana, è derivata dalla resina di specie tropicali estinte del genere Hymenaea.

## L'ambra in gioielleria

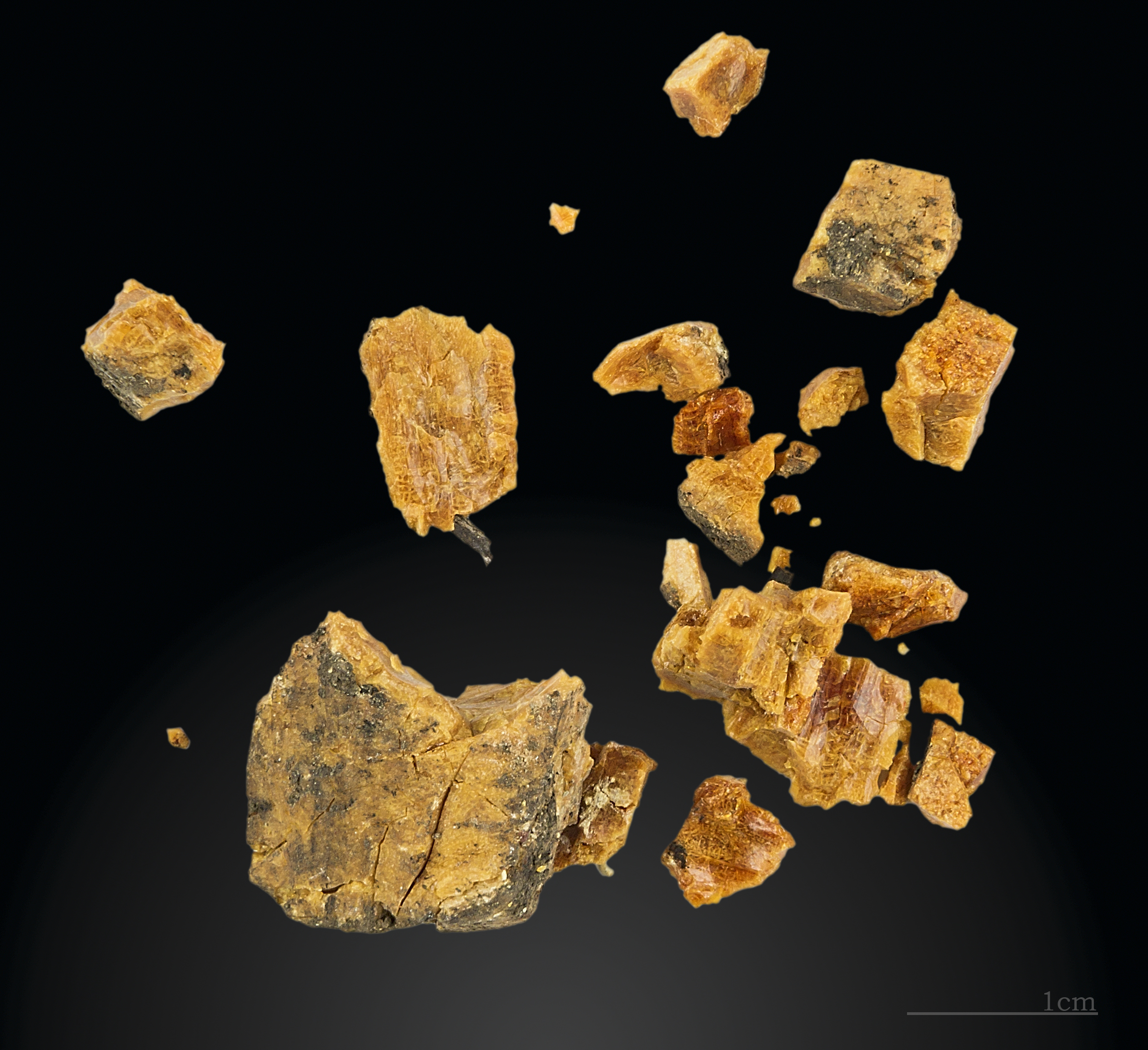
Reperti dalla Grotta di Altamira, risalenti al solutreano

L'ambra è usata sin dall'Età della pietra, oltre 22.000 anni fa. Ornamenti d'ambra sono stati rinvenuti nelle tombe Micenee e ovunque in Europa. La tradizione le attribuisce poteri medicamentosi, forse collegati con le sue note proprietà elettrostatiche: se strofinata si elettrizza. Secondo una favola turca i boccagli in ambra prevengono le infezioni quando ci si scambia la pipa (narghilè). Oggi l'ambra è usata nella produzione industriale di boccagli per pipe e per soffiatori del vetro. Esiste un museo dell'Ambra a Palanga, ed è celeberrima la Camera d'ambra, i cui preziosissimi pannelli di rivestimento sono stati riposizionati al posto di quelli originali, perduti durante la seconda guerra mondiale, nel palazzo di Caterina, a Carskoe Selo in Russia, vicino a San Pietroburgo.
Esistono numerose varietà d'ambra e anche numerose imitazioni. Il colore, le inclusioni e la trasparenza dell'ambra possono variare non solo in base alla composizione delle resine originarie, dalle sostanze presenti nei terreni da cui è stata raccolta e dai trattamenti a cui è stata sottoposta per realizzarne oggetti e monili.
L'ambra più diffusa in gioielleria è quella proveniente dai Paesi Baltici. L'Associazione Internazionale dell'Ambra ha stabilito la seguente classificazione:
1. ambra Baltica Naturale: gemma sottoposta unicamente a trattamento meccanico, per esempio macinazione, taglio o lucidatura, senza alcuna modifica delle sue proprietà naturali,
2. ambra Baltica Modificata: gemma soggetta solo a trattamento termico o ad alta pressione, che ne ha modificato le sue proprietà fisiche, il grado di trasparenza e il colore, o sagomata in condizioni simili fuori da una pepita, precedentemente tagliata alla dimensione richiesta,
3. ambra Baltica Ricostruita (pressata): gemma fatta di pezzi di ambra pressati ad alta temperatura e sotto elevata pressione, senza ulteriori componenti,
4. ambra Baltica Incollata: gemma consistente in due o più parti di Ambra Naturale, Modificata o Ricostruita, incollate con la minor quantità possibile di agenti adesivi ed incolori.

Naturalmente queste quattro categorie di ambra hanno un valore e un prezzo di mercato molto diversi.
A queste quattro categorie si aggiungono poi una varietà di pseudo-ambre o ambre contraffatte. Frequentemente l'ambra, particolarmente quella con insetti inclusi, è contraffatta usando plastica o resina comune. Un semplice test, da eseguirsi con particolari precauzioni per non rovinare l'oggetto, consiste nel toccare l'oggetto con uno spillo rovente e determinare se l'odore che si sprigiona è quello di resina del legno. Se no, l'oggetto è sicuramente contraffatto, anche se un test positivo potrebbe non essere sufficiente a causa di un sottile strato di vera resina sopra la plastica. Generalmente le contraffazioni hanno pose e posizioni degli insetti intrappolati troppo perfette per essere realistiche.

### Imitazioni
Sono molte le sostanze artificiali utilizzate per ambre false o imitazioni:
- celluloide;
- galalite;
- erinoide;
- bachelite;
- catalina;
- copale.

### Gemme celebri
Gli esemplari di gemme d'ambra più famose si trovano nei musei di storia naturale di Berlino, Madrid ed allo Staatliches Museum für Naturkunde Stuttgart di Stoccarda.

## Nella leggenda

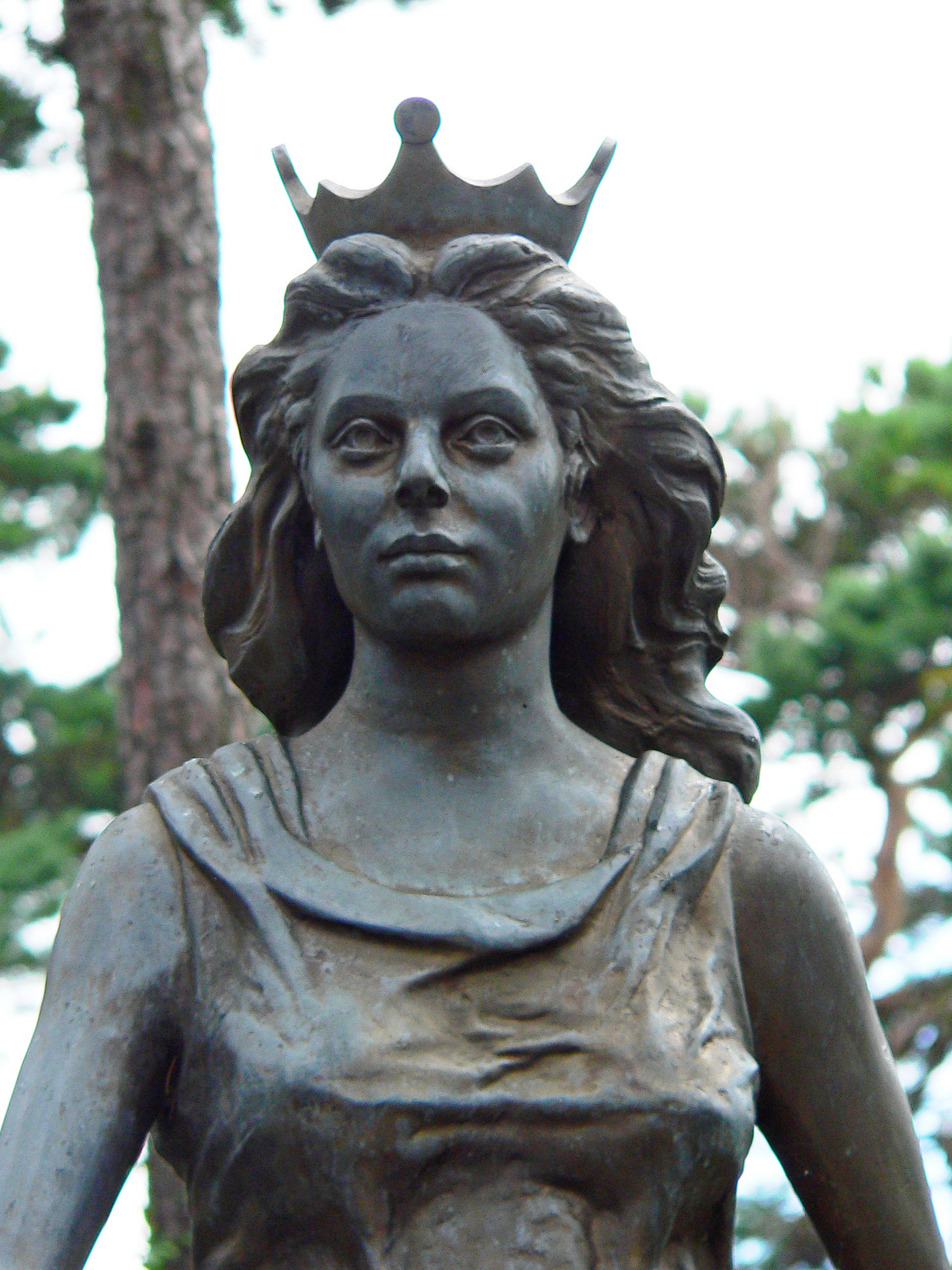
Monumento dedicato a Jūratė presso Jurata, Polonia

Una leggenda lituana spiega la presenza dell'ambra nel mar Baltico con la storia di Jūratė e Kastytis. Secondo questa leggenda, le pietruzze di ambra sono le lacrime della dea delle sirene Jurate che piange la morte del suo amato per mano del dio del tuono.

## Credenze
Una diffusa superstizione attribuisce all'ambra il potere di far passare il mal di testa e di scacciare gli incubi. In cristalloterapia, come accade a tutte le pietre gialle e arancioni, viene associata al 3º chakra. Nel Buddhismo l'ambra è uno dei sette tesori. Secondo le scienze esoteriche è associata all'equilibrio della mente e alla saggezza; talora all'altruismo.